# 非典型肺炎
非典型肺炎（英語：Atypical pneumonia），简称非典，英语也称游走肺炎（英語：Walking pneumonia）是一个总称，泛指所有由某种未知的病原体引起的傳染性肺炎。這些病原體，有可能是冠状病毒、肺炎支原体、肺炎衣原体或退伍軍人菌引起的肺炎症状，也可泛指不是由细菌所引起的肺炎症状。

## 歷史
非典型肺炎的名称最早在1938年提出，当时有7名患有肺炎的病人所表现的症状与一般细菌性肺炎并不相同，因此被称为原发性非典型肺炎。
中华人民共和国卫生部最初将SARS称为“非典型肺炎（不明原因）”，並且SARS是歷史上第一種被發現可以致人死亡的非典，使得“非典”成为嚴重急性呼吸系統綜合症（SARS）的代名词，因此大陸媒體以及民眾常常以“非典”代指“SARS”，但兩者並不完全相同，因為SARS為非典型肺炎的一種。2019年末在中國湖北省武漢市開始，並爆發於2020年的2019冠狀病毒病也屬於一種非典型肺炎。

## 成因
肺炎支原體是这类肺炎最重要的致病原因，除此之外其他病原还包括了嗜肺军团菌、鹦鹉热、甲型流感并发肺炎等。

## 症狀
非典型肺炎患者的病症与流感病人相似，病症会发烧、肌肉疼痛等，但肺部有发炎迹象。与典型细菌性肺炎最大的不同在于患者不会有毒性病容，例如呼吸急促、鼻翼扇动等状况。非典型肺炎病人也不会有浓痰。
非典型肺炎病症的潜伏期大约在4-11天左右，病人表现为发热，同时伴头痛、关节酸痛、全身酸痛和乏力，还有明显的呼吸道症状，如干咳等：部分病人出现呼吸加速、气促等呼吸困难症状。多数病人体征不明显，部分病人肺部可闻少许干湿罗音。多数病人白细胞不升高，少数白细胞降低或/和血小板降低。该病症可能通过飞沫、分泌物和接触呼吸道而感染。

## 案例
2002年11月起從中国广东省佛山市開始爆發，後擴散至北京、香港乃至全球的流行病嚴重急性呼吸系統綜合症（SARS）也正是由某种冠状病毒引起的，属于非典之一。该病在全球各地广泛扩散，有超过8,000人染病，近800人死亡。
2020年2月16日，艾爾頓·約翰因非典型肺炎而失聲，縮短在紐西蘭奧克蘭 Mt Smart 運動場的第一場演唱會。他所患的非典型肺炎，也是遊走性肺炎，翌日，因為不是連晚演出，醫生讓他完成餘下兩場演唱會，但第二場順延至2月19日。